# Еріка (тропічний шторм)
Тропічний шторм «Еріка» (англ. Tropical Storm Erika) — один з найсмертоносніших і найбільш руйнівних стихійних лих у Домініці з часів «Урагану Девід» у 1979 році. П'ятий названий шторм сезону атлантичних ураганів 2015 року.
Під час проходження Еріки на кількох островах випали сильні опади, особливо на Домініці. Асиметрична структура шторму в поєднанні з гірською місцевістю острова і достатньою кількістю вологи призвела до накопичення опадів до 850 мм. Оскільки землі вже насичені попередніми дощами, величезний стік швидко переповнював річкові басейни та спричинив катастрофічні повені. Зсуви ґрунту погіршили ситуацію, сотні будинків залишилися непридатними для життя, а тисячі людей були евакуйовані; місто Петі Саванна було евакуйовано і згодом покинутий внаслідок шторму. Загалом, 30 людей загинули по всьому острову в результаті найстрашнішої катастрофи в країні після урагану «Девід». Руйнівні наслідки шторму в Домініці викликали приплив міжнародної допомоги. Допомога від кількох країн та міжурядових організацій надходила для надання допомоги жертвам шторму. Потрібно було побудувати чи відремонтувати тисячі будинків, у тому числі 500—1000 для переселення всіх мешканців Маленької Савани. Відновлення на Домініці було зупинено у вересні 2017 року через проходження Урагану «Марія», який спричинив набагато більші руйнування на острові.
У Гваделупі сильні опади в околицях Бас-Терр викликали повені та зливи, що змусило дороги тимчасово закрити. Приблизно 250 000 людей у Пуерто-Рико залишилися без електрики, острів зазнав збитків на суму 17,37 млн доларів США. У Домініканській Республіці на метеостанції в Барахоні випало 246 дюймів (616 мм) дощу, у тому числі 8,8 дюйма (220 мм) за одну годину. Близько 823 будинків постраждали, а 7 345 людей були переміщені. П'ятеро людей загинули на Гаїті, четверо через дорожньо-транспортної пригодк, пов'язаної з погодою, і одна від зсуву ґрунту. Загальна сума збитків від Еріки оцінюється у понад 500 мільйонів доларів США, а лише в Домініці — 482,8 мільйона доларів.

## Метеорологічна історія

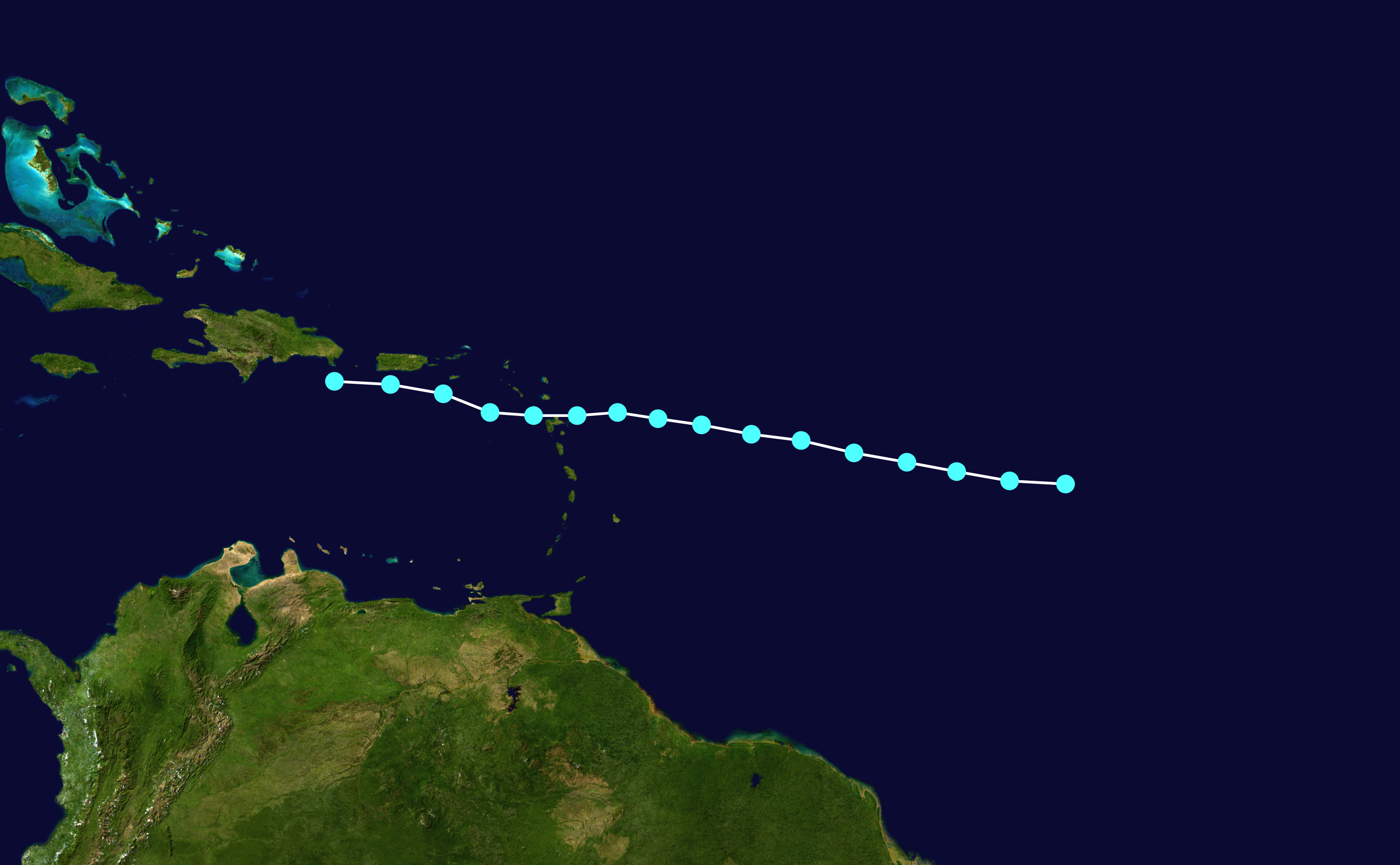
Карта шляху і інтенсивності Тропічного шторму Еріка за шкалою Саффіра–Сімпсона

20 серпня 2015 року Національний центр ураганів (NHC) розпочав моніторинг тропічної хвилі над західною Африкою, поблизу узбережжя Атлантичного океану. Наступного дня дезорганізована система виникла над Атлантичним океаном за кілька сотень миль на південний схід від островів Кабо -Верде. Швидко рухаючись на захід, система обійшла острови Кабо-Верде на південь 22 серпня, але залишилася в основному неорганізованою. Різкий прогин розвинувся в рамках розширення глибокої конвекції 23 серпня, хоча чітко виражений центр системи не зміцнився. Організація низького рівня покращувалася протягом дня, оскільки умови навколишнього середовища сприяли тропічному циклогенезу. Наступного дня система набула сильних штормових вітрів і, нарешті, о 18:00 UTC розробило закриту циркуляцію. Утворення закритого мінімуму позначило перехід у тропічний циклон ; Відповідно, система була класифікована як Тропічний шторм Еріка, п'ятий за іменем шторм в щорічному сезоні ураганів. Після свого призначення Еріка була розташована приблизно в 1665 км на схід від Малих Антильських островів. Шторм підтримував швидку траєкторію на захід, керовану субтропічним хребтом на північ.
На момент класифікації Еріки прогнозні моделі значно розходилися щодо потенційного майбутнього Еріки. Статистичні вказівки та HWRF зображували ураган, тоді як ECMWF та GFS демонстрували слабкішу систему через збільшення зсуву вітру. Моделі, які посилили бурю, вказували на більш північний шлях, тоді як ті, що утримували її слабшою, мали продовження системи на західному курсі. Відповідно, NHC відзначила низьку впевненість у своєму п'ятиденному прогнозі щодо Еріки. Ця невизначеність врешті-решт відбилася на помилках прогнозування вище середнього порівняно з усіма тропічними циклонами, але приблизно середня для слабких, погано організованих систем. Протягом 25 серпня і на початку 26 серпня конвективна організація Еріки коливалася через зсув вітру та захоплення сухого повітря, періодично залишаючи центр циркуляції без конвекції. На початку 27 серпня Еріці вдалося трохи посилитися, досягнувши своєї максимальної інтенсивності з максимальними стійкими вітрами 50 миль/год (80 км/год) і барометричним тиском 1001 мбар (29,6 дюйма рт. Ст.). Близько 09:00 UTC, неорганізований центр Еріки пройшов біля північної околиці Гваделупи, перш ніж вийти над східним Карибським морем.

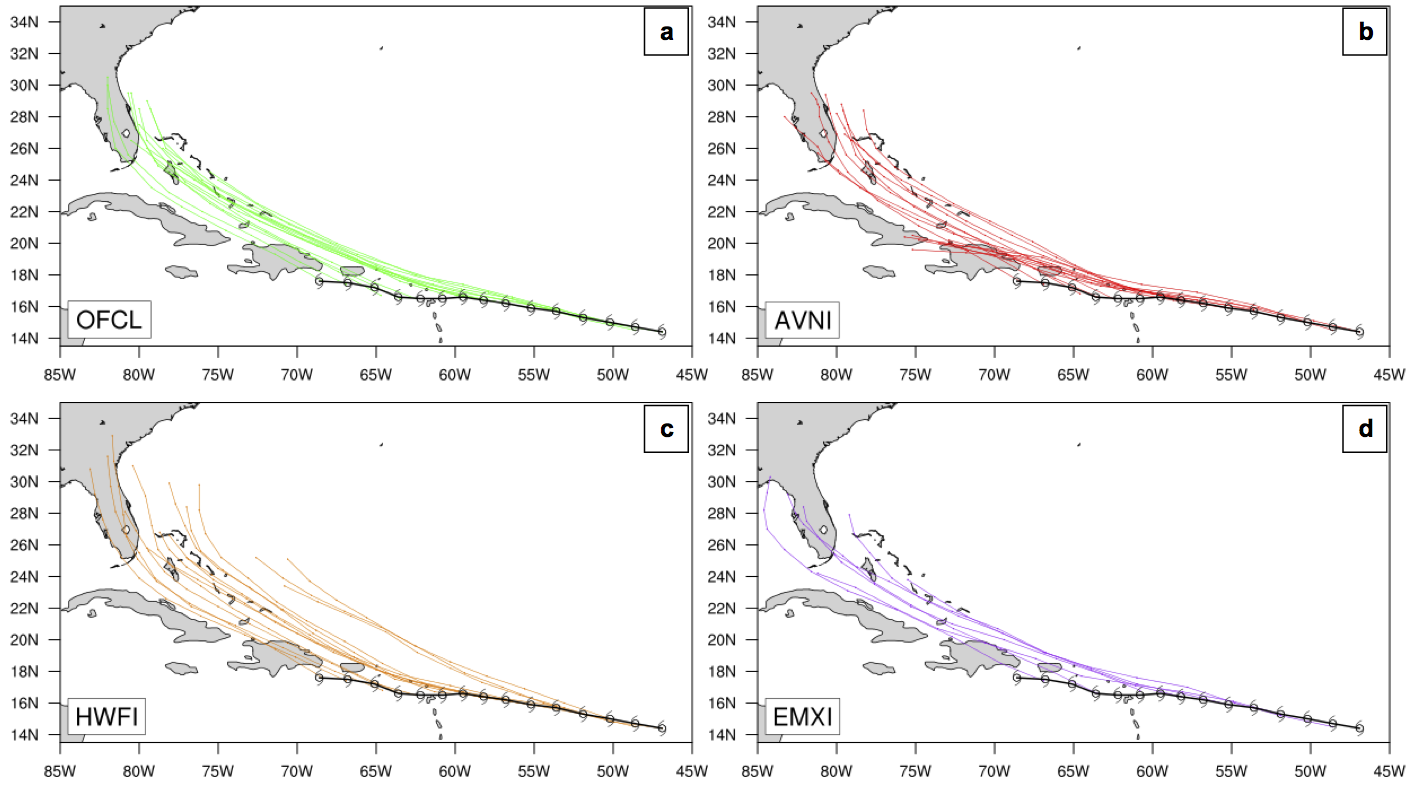
Офіційні позиції прогнозу (угорі ліворуч) та різні моделі прогнозування для Еріки порівняно з її найкращими позиціями (чорні лінії). Зверніть увагу на послідовну упередженість на півночі, присутній у всіх виходах.

Конвекція залишалася погано організованою і переважно обмежувалася східною частиною циклону, оскільки вона перетинала східне Карибське море. Протягом ночі з 27 на 28 серпня було зафіксовано кілька центрів циркуляції, усі оберталися навколо широкого загального центру. Один з таких центрів перемістився над Сент-Круа і викликав пориви вітру. Умови навколишнього середовища напередодні шторму ставали все більш ворожими, і синоптики NHC продовжували відзначати надзвичайно високу невизначеність у своїх прогнозах. Подальша структурна деградація сталася 28 серпня, коли Еріка наблизилася до Домініканської Республіки. На основі даних мисливців за ураганами, Еріка переродилася у широку зону низького тиску — що більше не відповідає визначенню тропічного циклону — незабаром після 12:00 UTC, поблизу південно-східного узбережжя Домініканської Республіки. Оперативно NHC зберігав рекомендації щодо Еріки до 13:30 UTC 29 серпня. Під час цих порад також було зазначено, що центр був повністю позбавлений конвекції, і будь -яка конвекція, що залишилася, була зменшена до східної половини системи.
Близько 21:00 UTC 28 серпня залишки Еріки зійшли на берег уздовж південно -східного узбережжя Домініканської Республіки. Після цього система обійшла північне узбережжя Куби і увійшла в Мексиканську затоку 31 серпня. Повернувшись на північ, зона низького тиску врешті-решт перетнула північну Флориду перш ніж наступного дня розсіятися над Джорджією.

## Підготовка

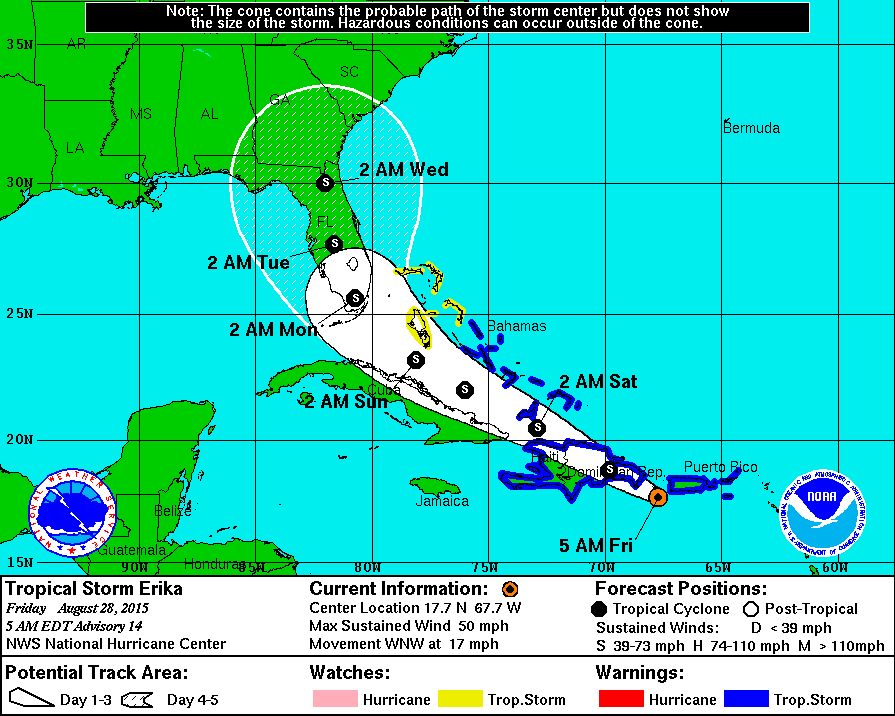
Прогнозований трек NHC для тропічного шторму Еріка о 5:00 ранку за східним часом (09:00 за UTC) 28 серпня, безпосередньо перед тим, як він розсіявся як тропічний циклон, що зображує шторм, що перетинає Домініканську Республіку, обходить Багамські острови та рухається по всій території від півострова Флорида.

### Кариби
Різні органи місцевого самоврядування видавали попередження про тропічний шторм для своїх країн протягом усього періоду існування Еріки. Попередження охоплювали Малі Антильські острови від Гваделупи на північ, майже всю територію Великих Антильських островів та Багамські острови. Червоний Хрест відкрив чотири притулку для населення на всій території Сполучених Штатів Віргінських островів. Місцевий департамент охорони здоров'я також відкрив притулки для особливих потреб на Сент-Круа і Сент-Томасі. 27 серпня весь неправомірний урядовий персонал отримав адміністративну відпустку. Через бурхливе море місцеві порти тимчасово закрили. Хоча аеропорти залишалися відкритими, кілька авіакомпаній скасували рейси. Комендантську годину на всій території країни було введено до обіду 28 серпня.
Школи, порти та пляжі були закриті по всій Домініканській Республіці. Армія Домініканської Республіки розгорнула 275 солдатів і разом нації[уточнити] ВВС, допомога в евакуації жителів. ВМС був поміщений в режимі очікування для потенційних пошуково-рятувальних операцій. Уряд Гаїті призупинив авіасполучення, заборонив проїзд по автострадах між департаментами та наказав залишатись у порту невеликим плавзасобам. Притулки для евакуації були відкриті у всіх відділах, а 254 ув'язнених було переселено з Гонаїв у три інші заклади.

### Флорида
28 серпня губернатор Флориди Рік Скотт оголосив надзвичайний стан. Незважаючи на те, що несподівано буря розсіялась, Скотт зберіг декларацію надзвичайної ситуації та заявив: «Ця буря весь час була абсолютно непередбачуваною … ми все одно отримаємо багато дощів і багато повінь». Тридцять військовослужбовців Національної гвардії Флориди були розміщені, а ще 8000 — у режимі очікування. 28 серпня в міжнародному аеропорту Маямі та Форт-Лодердейл було скасовано 17 рейсів. Школи в окрузі Хендрі попередньо закрили на 31 серпня, чиновники посилаються на проблеми затоплення. Мішки з піском були роздані мешканцям Доралу, Халлендейл-Біч, Голлівуду та Світуотера. Останнім ураганом, який вплинув на штат, став ураган Вільма у 2005 році. З того часу населення штату зросло на 2 мільйони, і багато хто вважає, що раніше ніколи не відчував урагану. Деякі нові жителі залишалися апатичними до бурі, відкидаючи це як «черговий привід пропустити роботу, школу чи вечірку».

## Наслідки
| Країна                   | Смерті | Смерті  | Збиткі (USD)   | Ref. |
| Країна                   | Прямі  | Непрямі | Збиткі (USD)   | Ref. |
| ------------------------ | ------ | ------- | -------------- | ---- |
| Домініка                 | 30     | 0       | $482.8 million |      |
| Домініканська Республіка | 0      | 0       | $8.91 million  |      |
| Гаїті                    | 1      | 4       | Н/Д            |      |
| Пуерто-Рико              | 0      | 0       | $17.37 million |      |
| США                      | 0      | 0       | $2.3 million   |      |
| Загальна                 | 31     | 4       | $511.4 million |      |

### Кариби
У Гваделупі дощі досягли 100 мм (3,9 дюйма) на Бас-Терре, тоді як на Ла-Дезіраді пориви досягли 100 км/год (62 милі/год) . Повідомлялося про деякі зсуви та повені, дороги в Бас-Терре тимчасово закриті. Électricité de France повідомило, що 1600 клієнтів втратили електроенергію під час шторму . Бурхливе море на наземних човнах на Мартиніці. Зсуви та повалені дерева перекрили кілька проїжджих частин острова. В інших частинах Малих Антильських островів вплив Еріки був незначним.

Інфрачервоний супутниковий цикл Еріки над Малими Антильськими островами 27 серпня.

Зовнішні смуги Еріки принесли так необхідний дощ до Пуерто-Рико; Станція в Ад'юнтасі зафіксувала 4,45 дюйма (113 мм) дощу. Тропічний шторм сила поривів вітру, досягаючи максимуму в 59 миль в годину (95 км / ч) в Maricao, викликало відключення електроенергії, в результаті чого близько 250 тисяч людей без електрики. Тридцять шість будинків отримали пошкодження покрівлі у внутрішніх районах території, а сільське господарство отримало збиток у розмірі 17,37 млн. Доларів США.
На метеостанції в Барахоні, Домініканська Республіка, під час проходження Еріки було 616 мм дощу, у тому числі за одну годину — 220 мм. Однак навколишні райони повідомили про значно менший дощ. По всій країні 823 будинки постраждали, а 7 345 людей були переміщені в укриття. Еріка перекрила понад 400 доріг і залишила багато будинків бещ електроенергії. Пориви вітру до 50 миль в годину (85 км/ч) в Azua, викликаних, по крайней мере RD $ 400 млн ($ 8,91 млн) на шкоду врожаю бананів. Сильні опади також вплинули на Гаїті, яка все ще відновлювалася після катастрофічного землетрусу в 2010 році; приблизно 60 000 людей залишилися в аварійному житлі. Чотири людини загинули, ще одинадцять були госпіталізовані в Леоґан, коли вантажівка врізалася в автобус на мокрих від дощу дорогах і вибухнула. П'ята смерть сталася під час зсуву в Порт-о-Пренсі . Двоє людей в цьому районі постраждали після обвалення будинку.
Залишки Еріки пізніше принесли так необхідні дощі на Кубу, яка страждала від найсильнішої посухи з 1901 р.

### США

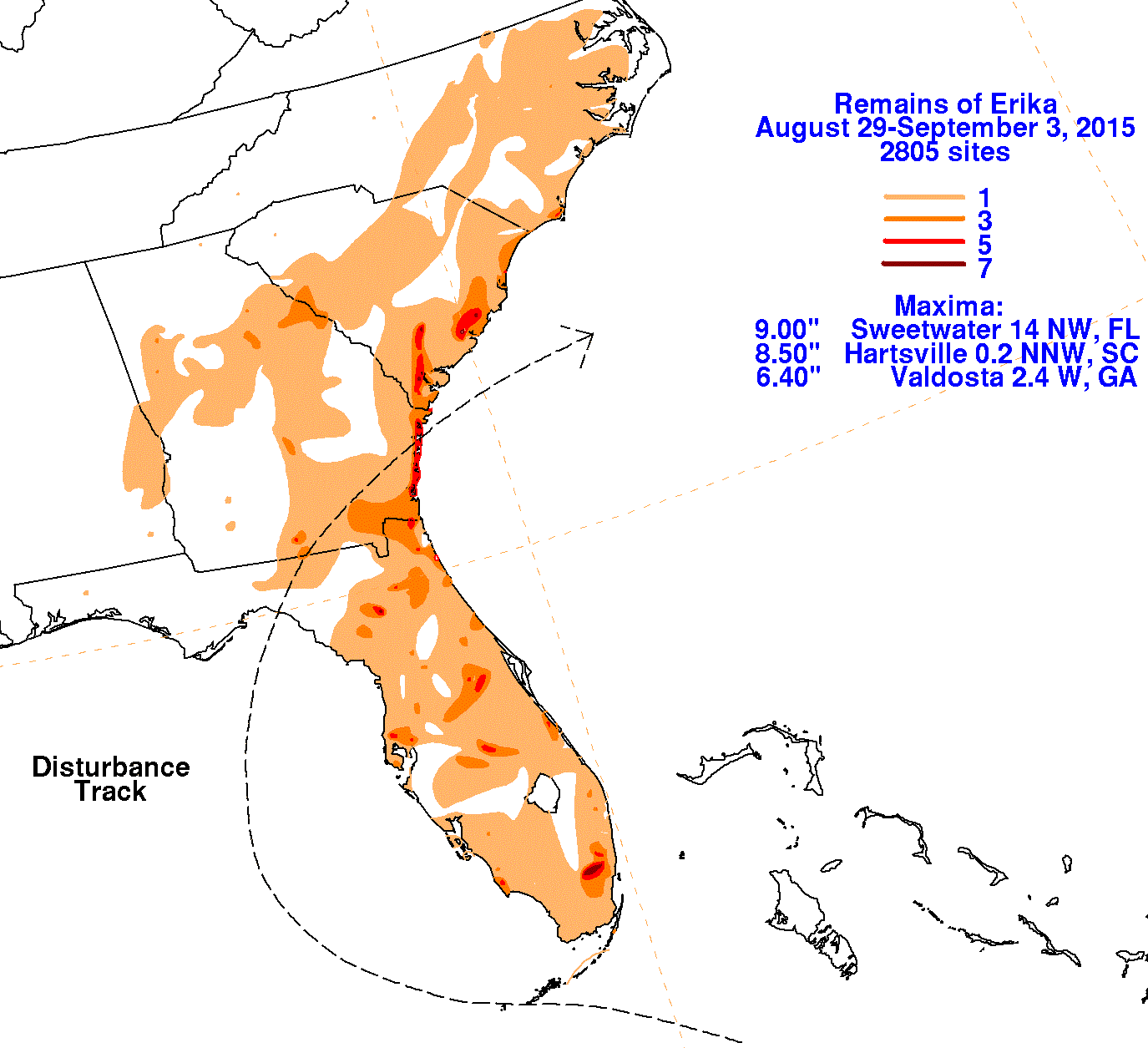
Опади з залишків Еріки на південному сході США

Пізніше залишки Еріки випали на території Флориди, особливо в столичному районі Маямі . На станції на північний захід від Світуотера спостерігалося 9 мм (230 мм) дощу. Незначні повені залишили вулиці у Вінвуді непрохідними. Далі на північ у окрузі Флаглер, розсіяні грози викликали поодинокі випадки сильних дощів; Протягом однієї години в Палм -Коусті впало 2,2 дюйма (56 мм). У більшому районі Джексонвіля блискавка влучила в початкову школу Саллі Б. Матіс, що призвело до пошкодження кондиціонера та евакуації учнів. У сусідній Джорджії пройшли розсіяні сильні грози. Великий град завдав збитків біля Вудстока у розмірі 2,3 млн доларів. Сильні вітри з поривами до 60 миль/год (97 км/год) супроводжували ці шторми, збиваючи дерева та лінії електропередач у округах Черокі, Полк та Труп. Додаткові опади поширилися на північ в Південну и Північну Кароліну.